# Kosrae (savezna država)
Kosrae, jedna od četiri države koje čine Savezne Države Mikronezije. Najistočnija je od saveznih država, prema zapadu se nižu redom Pohnpei, Chuuk i Yap. Površinom i brojem stanovnika daleko je najmanja članica federacije. Otok je smješten otprilike na pola puta između Guama i Havaja. Kosrae jezik, prema procjeni iz 2001. godine, ima 9.000 govornika. Jedini je domorodački jezik u državi. Općine su Lelu, Malem, Utwe i Tafunsak, a stara općina Walung iz 1980. dvadeset godina kasnije pridružena je općini Tafunsak.
Na ovome veoma izoliranom otoku nema zmija ni krokodila. Drvo ka, Terminalia carolinensis, raste samo na Pohnpeiju i na Kosraeu. Otok je brdovit, prekriven gustom tropskom šumom, nije onečišćen, te privlači sve više ljubitelja pješačenja i ronjenja. Za prehranu stanovništva služe kruhovac, kokosovi orasi, banane, taro, jam i šećerna trska.
Dne 5. ožujka 2019. Chuuk je trebao održati referendum o izdvajanju iz sastava Saveznih Država Mikronezije i stjecanju pune neovisnosti, ali je odgođen za ožujak 2020. godine. Referendum je zatim ponovno odgođen, najmanje do ožujka 2022. godine. U slučaju uspjeha referenduma, federacija će izgubiti ozemni kontinuitet i opstojnost će joj biti poljuljana, što dovodi do mogućnosti da i ostale njene članice postanu neovisne države.

## Vanjske poveznice
- Ustav Kosraea